# Pic Khüiten
El Pic Khüiten (mongol: Хүйтний оргил, Kujten-Uul, ‘pic fred’) és el punt més alt de Mongòlia, amb una l'alçada sobre el nivell del mar de 4.374 metres (prèviament es creia que eren 4.356 m), situat a l'extrem oest del país. En el passat, el Pic Khüiten havia estat anomenat de forma oficial com a Pic de l'Amistat (mongol: Найрамдал оргил, Nairamdal orgil; xinès: 友谊峰, Youyi Feng).
És un dels cinc pics del Massís del Tavan Bogd Uul (cinc sants); un altre pic, que està troba a 2,5 km més al nord, marca el trifini de Mongòlia, Rússia i la Xina. El cim se cita en els acords internacionals i en els mapes com a "Tavan Bogd Uul".(rus: Таван-Богдо-Ула, Tavan-Bogdo-Ula; mongol: Таван Богд Уул, Tavan Bogd Uul), o Kuitun (en xinès, 奎屯山).
El primer ascens del Khüiten es que considera que va tenir lloc l'any 1963; S. Venables assenyala com a primer ascens el de Pieskariow i els seus companys, per l'aresta nord-est.

## Ubicació
En el cim coincideixen les fronteres de tres països: Rússia, Mongòlia i la Xina; a més a solament 40 km hi ha un quart país Kazakhstan. Aquest lloc es diu simbòlicament: "Encaix Tabyn Bogdo Ona".
Es troba sota una capa permanent de neu, ja que està situat en un dels centres més grans de glaciació de les muntanyes d'Altái es localitza aquí; 36 glaceres amb una àrea total de més de 150 quilòmetres quadrats. La glacera més gran té el nom d'un explorador famós anomenat G.N. Potanin.

## Fauna
Entre les espècies que es poden trobar en destaquen aus, llops, i el Tigre de Sibèria.

## Turisme
No hi ha camins ni rutes ni població humana en les seves rodalies. També manca llocs per acampar i d'hotels per a turistes pel que obliga als seus escaladors a fer tot el camí a peu.